# Anolis toldo
Anolis toldo este o specie de șopârle din genul Anolis, familia Polychrotidae, descrisă de Ansel Fong G. și Orlando H. Garrido în anul 2000. Conform Catalogue of Life specia Anolis toldo nu are subspecii cunoscute.